# Heinrich Lersch
Heinrich Lersch, född den 12 september 1889 i Mönchen-Gladbach, död den 18 juni 1936 i Remagen, var en tysk skald. I hemlandet beskrivs han som autodidakt. Han är inte översatt till svenska (2022).
Heinrich Lersch, som till yrket var smed, debuterade efter vandringar i Tyskland, Holland och Italien med dikterna Abglanz des Lebens (1914), som följdes av världskrigslyriken Herz! aufglühe dein Blut (1915), Deutschland (1916), Schulter an Schulter (1918) och kärleksdikterna Die ewige Frau (1920). Lersch var en arbetarskald, som i form och religiöst socialt patos stod expressionisterna nära. Han delade Kleistpriset 1916 med Agnes Miegel.
I augusti 1934 publicerades ett upprop formulerat av Joseph Goebbels i NSDAP:s partiorgan Völkischer Beobachter. I korthet handlade detta om att offentligt visa Führern sin trohet. Det var undertecknat av namnkunniga författare, bildkonstnärer, konsthistoriker, arkitekter, skådespelare, musiker och tonsättare. Bland dem fanns Heinrich Lersch.